# Power Pak
Power Pak is een historisch Engels merk van hulpmotoren.
Sinclair Goddard Ltd. 
De Power Pak werd boven het achterwiel van een fiets gemonteerd en dreef dit via een stalen rol aan. Er zat een hendel aan waarmee men de motor op het achterwiel kon laten zakken. In 1953 verscheen er een uitvoering met automatische koppeling die synchromatic drive genoemd werd.
Power Pak presenteerde in 1955 een complete bromfiets, die echter op dezelfde wijze werd aangedreven. Of deze in productie kwam is niet waarschijnlijk.